# Василий Прончишчев
Василий Василиевич Прончишчев (на руски: Василий Васильевич Прончищев) е руски военноморски офицер, полярен изследовател.

## Произход и образование (1702 – 1735)
Роден е през 1702 година вероятно в селцето Богимово, Калужка губерния, Руска империя, пето дете в благородно семейство. През 1716 постъпва в Навигационното училище в Москва, а през 1717 е преместен в Санкт Петербург в школата за математически и навигационни науки. През 1718 завършва като гардемарин и постъпва в Балтийския флот. През 1722 – 1723 участва в Персийския поход на Петър I.

## Участие във Великата северна експедиция (1735 – 1736)
През 1733 Прончишчев е произведен в чин лейтенант и в началото на 1735 е назначен за ръководител на Ленско-Енисейския отряд на Великата северна експедиция, за изследване на крайбрежието на Северния ледовит океан между устията на Лена и Енисей. На този отряд, състоящ се от 56 души, между които и прочулите се по-късно Семьон Челюскин и Никифор Чекин, се пада една от най-тежките задачи – да заобиколят от север п-ов Таймир. В експедицията участва и съпругата на Прончишчев – Мария Прончишчева (истинско име Татяна Прончишчева), която става първата жена полярен изследовател.
На 29 юни 1735 отрядът на Прончишчев на корабчето „Якутск“ се спуска по Лена от Якутск, достига до делтата на реката, на 7 август навлиза в открито море и продължава на запад покрай брега. На 23 август „Якутск“ получава пробойна и отрядът спира на брега до устието на река Оленьок, където поради рано настъпилите студове се налага да зимува. Зимуването протича трудно, като много от членовете на екипажа, в т.ч. и Прончишчев заболяват от скорбут.
На 3 август 1736 Прончишчев продължава на запад, изследва крайбрежието на Азия на запад от устието на Оленьок. Между устията на реките Оленьок и Анабар, дългото 180 км и високо до 315 м, крайбрежно възвишение Прончишчев. След като изследва устието на Анабар завива на север, минава покрай източния бряг на остров Голям Бегичев, който приема за част от континента, и северно от него открива малкия остров Преображение (74°39′ с. ш. 112°58′ и. д. / 74.65° с. ш. 112.966667° и. д.).
„Якутск“ продължава бавно на север покрай източното и североизточно крайбрежие на п-ов Таймир при попътен вятър и сравнително добро време. Там на 16 август Прончишчев открива залива Мария Прончишчева и няколко острова, в т.ч. о-вите Петър (около 300 км2, 76°30′ с. ш. 112°40′ и. д. / 76.5° с. ш. 112.666667° и. д.). На 18 август открива залива Фадей (76°40′ с. ш. 107°25′ и. д. / 76.666667° с. ш. 107.416667° и. д.) и о-вите Фадей (77°00′ с. ш. 108°00′ и. д. / 77° с. ш. 108° и. д.), а на 19 август о-вите Комсомолска Правда (Самуил, 77°20′ с. ш. 107°20′ и. д. / 77.333333° с. ш. 107.333333° и. д.). На запад от тях открива залива Тереза Клавенес, който приема за устието на река Долна Таймира, а на юг от него – източните разклонения на планината Биранга. На 20 август корабът достига до 77º 55` с.ш., т.е намира се на източния вход на протока Вилкицки между п-ов Таймир и о-вите Северна земя, но гъстата мъгла им попречва да видят южния бряг на архипелага и носа на п-ов Таймир, получил впоследствие името нос Челюскин.
Ледовете и засилващите се студове принуждават мореплавателите да поемат обратно към предишното място на зимуване в устието на Оленьок. На 28 август „Якутск“ достига до Оленьок и екипажа се подготвя за второ зимуване. На 29 август Прончишчев отива на разузнаване, счупва си крака и същия ден умира на 34-годишна възраст. Две седмици след неговата смърт, на 12 септември, умира и жена му, вероятно от пневмония. Оцелелите от експедицията погребват двамата съпрузи до нос Тамум в устието на река Оленьок.
С материалите от експедицията Семьон Челюскин в средата на декември с кучешки впрягове са отправя за Якутск, където достига едва през юли 1737. В края на лятото в Якутск се завръща и корабчето „Якутск“.

## Резултати от експедицията
Прончишчев и Челюскин картират около 500 км от източния бряг на Таймир. Макар и да не успяват да достигнат устието на Енисей се добират в свободно плаване най-далеч на север от всички отряди и участници във Великата северна експедиция.
Експедицията на Прончишчев е първата, която съставя точна карта на речното корито на река Лена от Якутск до устието ѝ, както и карта на брега на море Лаптеви от делтата на Лена до залива Тадеус.

## Памет
Неговото име носят:
- бряг Прончишчев, на североизточното крайбрежие на п-ов Таймир;
- възвишение Прончишчев, в северната част на Якутия, между устията на реките Анабар и Оленьок;
- езеро Прончишчев (75°14′ с. ш. 112°37′ и. д. / 75.233333° с. ш. 112.616667° и. д.), в източната част на п-ов Таймир;
- нос Прончишчев (73°33′ с. ш. 105°55′ и. д. / 73.55° с. ш. 105.916667° и. д.), на североизточния бряг на п-ов Таймир;
- река Прончишчев (устие, 75°04′ с. ш. 112°57′ и. д. / 75.066667° с. ш. 112.95° и. д.), в източната част на п-ов Таймир, вливаща се в море Лаптеви;
- ледоразбивач „Василий Прончишчев“.

На името на Мария Прончишчева са кръстени:
- връх Прончишчева (75°30′ с. ш. 113°19′ и. д. / 75.5° с. ш. 113.316667° и. д.), на източния бряг на п-ов Таймир;
- залив Мария Прончишчева (75°39′ с. ш. 113°00′ и. д. / 75.65° с. ш. 113° и. д.), на море Лаптеви, на източното крайбрежие на п-ов Таймир;
- п-ов Мария Прончишчева (75°35′ с. ш. 113°36′ и. д. / 75.583333° с. ш. 113.6° и. д.), на източния бряг на п-ов Таймир.